# Grabowiec (Siedlce)
Pour les articles homonymes, voir Grabowiec.
Grabowiec (prononciation : [ɡraˈbɔvjɛt͡s]) est un village polonais de la gmina de Paprotnia dans le powiat de Siedlce de la voïvodie de Mazovie dans le centre-est de la Pologne.
Il se situe à environ 2 kilomètres à l'ouest de Paprotnia (siège de la gmina), 20 kilomètres au nord-est de Siedlce (siège de le powiat) et à 100 kilomètres à l'est de Varsovie (capitale de la Pologne).
Le village comptait approximativement une population de 102 habitants en 2010.

## Histoire
De 1975 à 1998, le village appartenait administrativement à la voïvodie de Siedlce.

Depuis 1999, il appartient administrativement à la voïvodie de Mazovie